# Schloss Hüttenstein

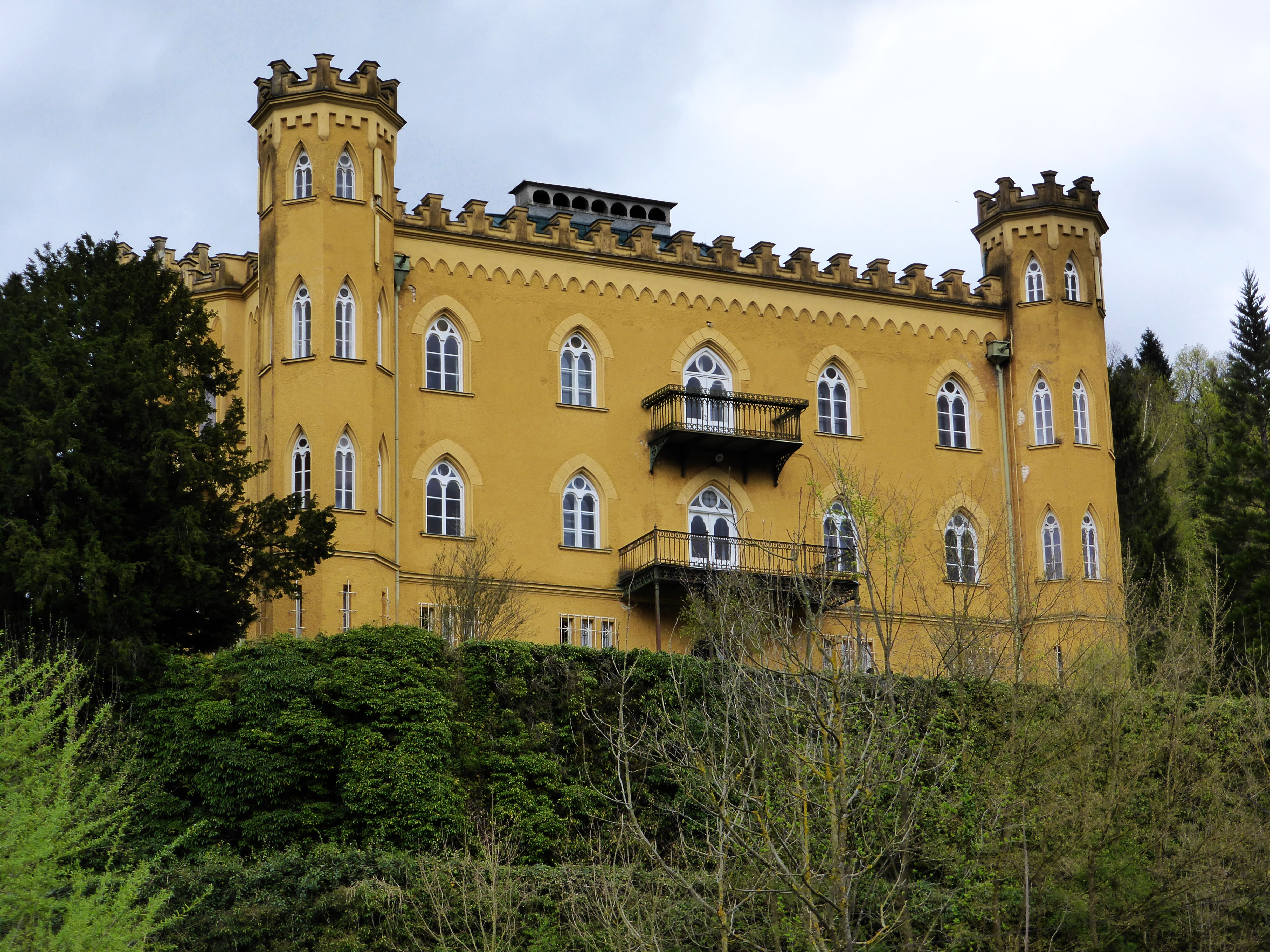
Schloss Hüttenstein

Das Schloss Hüttenstein steht am dazugehörigen Krotensee im Ort Winkl in der Gemeinde Sankt Gilgen, zwischen dem Wolfgangsee und dem Mondsee.

## Geschichte

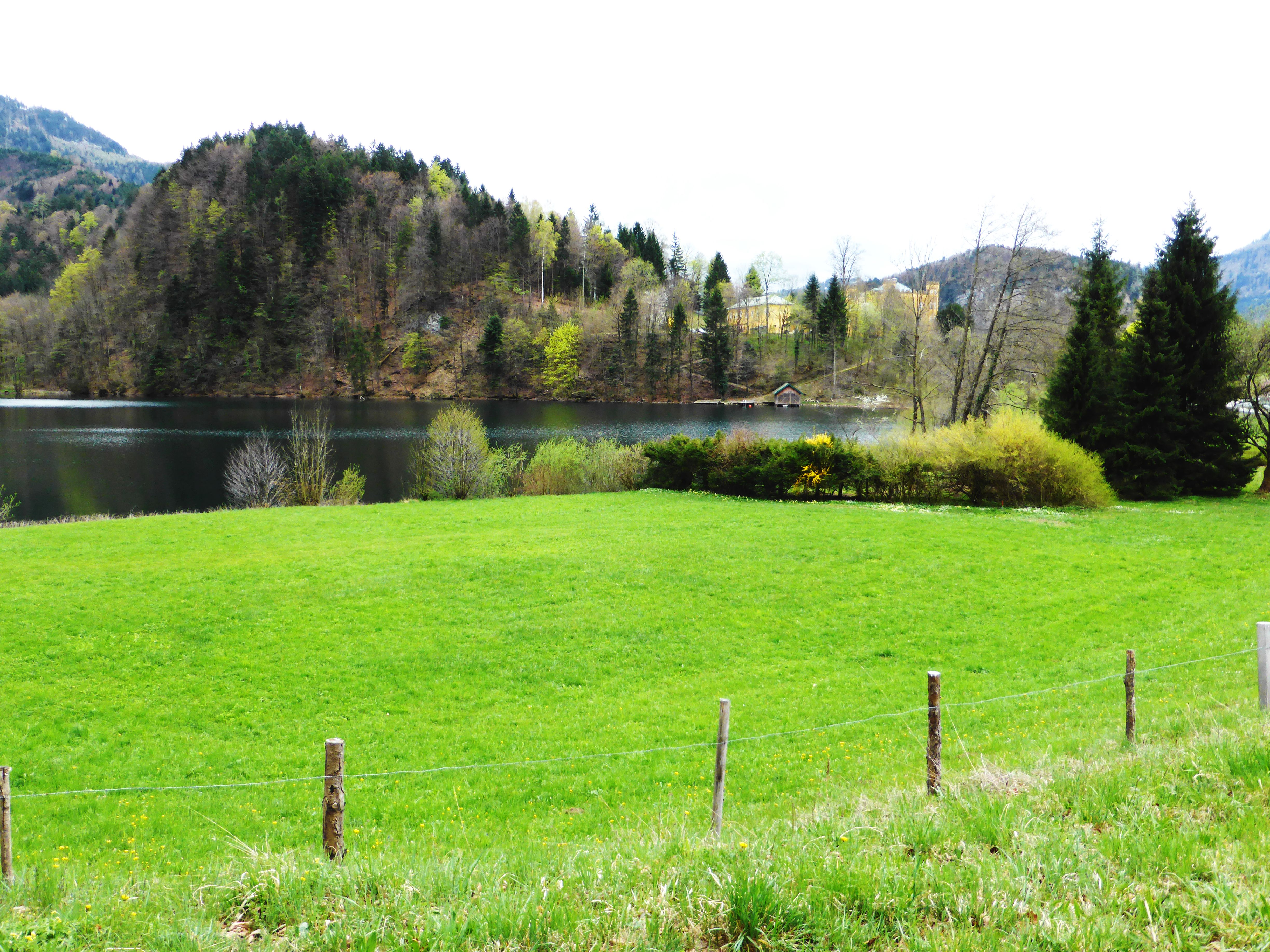
Schloss Hüttenstein mit Krotensee

Ursprünglich gehörte die Gegend zur Herrschaft der Burg Hüttenstein, unfern nördlich an der Schaflingerhöhe.
Im Verlauf des 16. Jahrhunderts wurde in Hüttenstein ein eigenes Pfleggericht eingerichtet und 1565 für den Pflegrichter ein eigenes Gebäude erbaut. Dieses Pfleggericht umfasste die heutigen Gemeinden St. Gilgen und Strobl, sowie Fuschl am See. Bereits in einem Bericht von 1577 wird erwähnt, dass mangelhaft angebrachte Dachtraufen Schäden verursacht hätten und das Dach gefährden könnten. 1608 hieß es, das Schloss sei unbewohnt. 1614 wurde ein Kostenvoranschlag zur Sanierung der Schäden erstellt, der dann bei der Realisierung das Doppelte überstieg. Auch 1657 mussten Schäden nach einem schweren Hochwasser beseitigt werden. 1672 wurde ein Archiv eingerichtet.
Bis 1703 wohnten die Pfleger hier, dann wurde das Pflegegericht nach St. Gilgen verlegt. 1747 war das Schloss ein gemauertes Haus mit vier Stuben, zwei Kammern, einer Küche, einem Keller und dem Gefängnis. Das Schloss wurde damals von einem Holzarbeiter bewohnt. Johann Elias Geyer schlug 1747 vor, das Schloss, das für Verteidigungszwecke nutzlos war, der Hofkammer zu überlassen, was denn auch geschah. 1794 bat die Hofkammer darum, das Schloss abreißen zu dürfen und die Steine für ein neues Hammerwerk in Abersee zu verwenden, was denn auch geschah. Der Rest des Baus wurde 1811 an den Holzmeister Johann Radauer versteigert.
1817 kaufte der bayerische Feldmarschall Fürst Carl Philipp von Wrede (1767–1838) Hüttenstein, auf ihn folgte 1838 Karl Theodor von Wrede, der 1843 mit dem Um- bzw. Neubau von Hüttenstein  im neogotischen Stil begann und unter dem es seine heutige Gestalt erhielt. 1880 kaufte Franziska Fürstin Liechtenstein, geborene Chalupetzky, das Schloss. Ihr folgte 1884 Demeter Ritter von Frank, Generaldirektor der rumänischen Nationalbank. Weitere Besitzer waren Edmund von Frank (1908), Thea Urban-Emmerich, geborene Morawitz (1917), Huogo Carl und Hans Edgar Urban-Emmerich (1938), Hugo Carl Urban-Emmerich (1948), Katharina Wünschek-Dreher (1951) und Robert Wimmer (1982).

## Schloss Hüttenstein heute

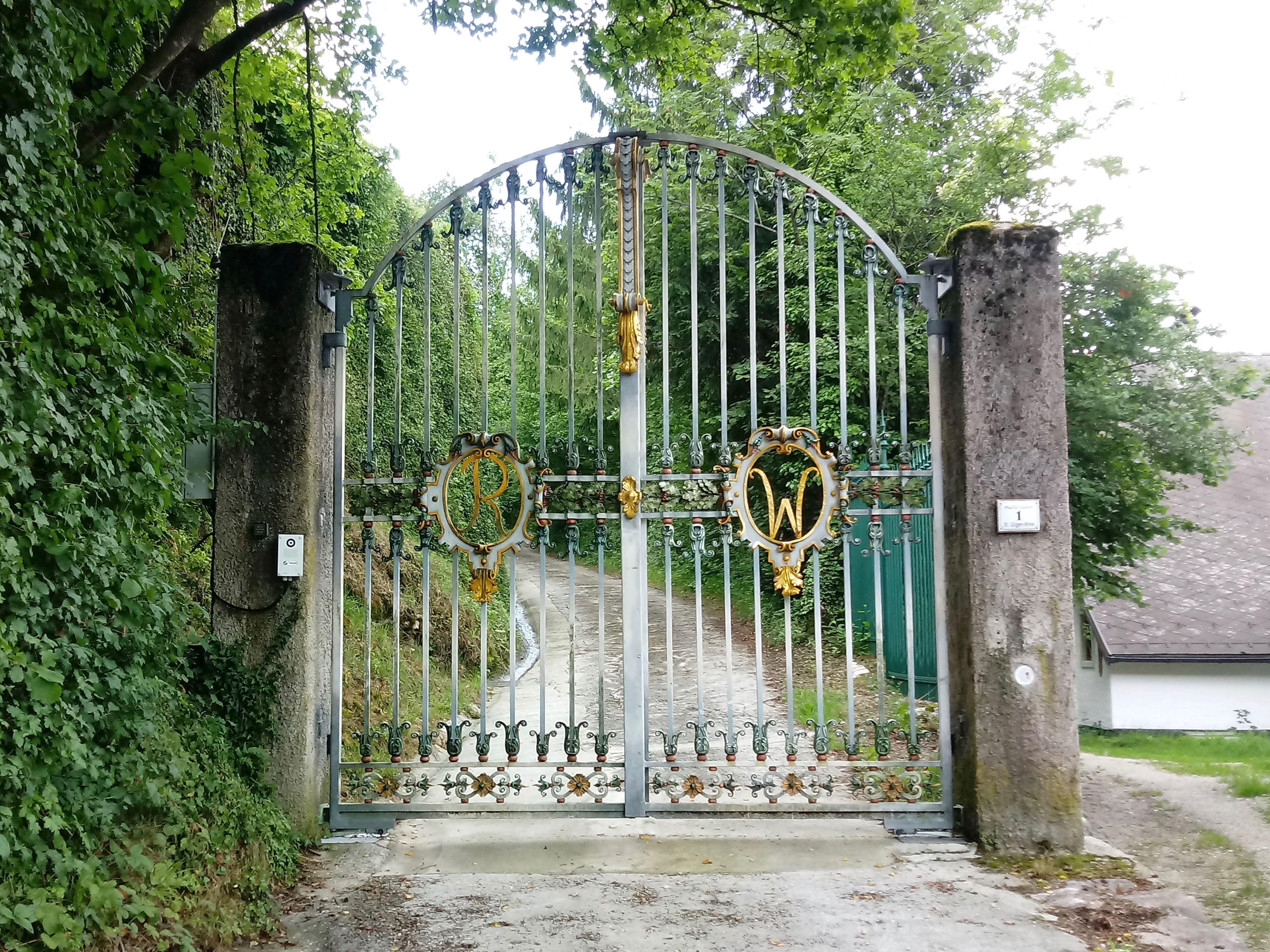
Zufahrtstor zu Schloss Hüttenstein

Die ruinöse Substanz des Gebäudes wurde 1843 in romantisierender Weise in neugotischen Formen neu errichtet. Dabei wurden vier achteckige Ecktürmchen angebracht, die um ein Geschoß höher angebracht wurden als der Hauptbau. Das Gebäude weist fünf mal drei Fensterachsen auf. An der nordöstlichen Eingangsseite wurde ein 1,5 m breiter Risalit vorgebaut. Auf den Schmalseiten wurden Polygonalerker errichtet. Das Hauptgeschoß weist Spitzbogenfenster auf, der Bogenteil ist durch eine flache Quaderung dekoriert. Erd- und erstes Obergeschoß werden durch ein mehrfach gekehltes Gesimse voneinander abgetrennt. Das Hauptgesimse trägt einen historisierenden mehrfach gestuften Zinnenkranz. Im Inneren ist die alte Mittelflureinteilung des Vorgängerbaues erhalten, im Erd- und Obergeschoß sind Stichkappengewölbe.
Nördlich des Hauptbaues befindet sich ein zweigeschoßiges Nebengebäude mit einfachem Fassadendekor aus der Mitte des 19. Jahrhunderts. Dieses diente früher als Wagenremise bzw. als Dienstbotenwohnung.
Schloss Hüttenstein ist nicht für die Öffentlichkeit zugänglich, es befindet sich mitsamt danebenliegendem Krotensee im Eigentum einer Privatstiftung. Das Zufahrtstor des Anwesens verweist mit den großen Initialen R W auf den Schlossbesitzer Robert Wimmer.
Südlich liegt der Schlossmayr, der alte Meierhof. Zusammen umfasst die Baugruppe als Ortslage Hüttenstein 4 Adressen und etwa ein Dutzend Gebäude.